# Avernes-sous-Exmes
Avernes-sous-Exmes település Franciaországban, Orne megyében. Lakosainak száma 83 fő (2018. január 1.). Avernes-sous-Exmes Saint-Pierre-la-Rivière, Courménil, Exmes, Ménil-Hubert-en-Exmes, Omméel és Villebadin községekkel határos.

## Népesség
A település népességének változása:
| Lakosok száma | 83   | 83   | 80   | 83   |
|               | 2013 | 2015 | 2017 | 2018 |